# Doug Ollerenshaw
Doug Ollerenshaw (* 26. Oktober 1979 in Portland) ist ein ehemaliger US-amerikanischer Radrennfahrer.
Doug Ollerenshaw begann seine Karriere 2004 bei dem US-amerikanischen Radsportteam Jelly Belly-Aramark. In seiner ersten Saison dort gewann er das Kings Valley Road Race und eine Etappe der Tour de Toona. 2005 wechselte er zu Health Net-Maxxis, wo er eine Etappe und die Gesamtwertung des Sea Otter Classic für sich entschied. Außerdem wurde er Etappensieger bei der Tour de Beauce. 2008 fuhr er für Rock Racing, wo er eine Etappe beim River George Omnium gewann. 2009 fuhr Ollerenshaw für Myogenesis.com-United HealthCare, wo er seine Radsportlaufbahn beendete.

## Erfolge
2005
- eine Etappe und Gesamtwertung Sea Otter Classic
- eine Etappe Tour de Beauce

## Teams
- 2003 Health Net Cycling Team
- 2004 Jelly Belly-Aramark
- 2005 Health Net-Maxxis
- 2006 Health Net-Maxxis
- 2007 Health Net-Maxxis
- 2008 Rock Racing
- 2009 Myogenesis.com-United HealthCare